# سابا مستار
سابا مستار (بالمجرية: Csaba Mester)‏ هو لاعب كرة قدم مجري، ولد في 12 أغسطس 2002. لعب مع أوستريا فيينا.

## وصلات خارجية
- سابا مستار على موقع قاعدة بيانات كرة القدم.إي يو (الإنجليزية)
- سابا مستار على موقع عالم كرة القدم.نت (الإنجليزية)